# Eccidio di Valdagno
L'eccidio di Valdagno fu una strage nazista compiuta il 3 luglio 1944 a Valdagno (VI),  nella quale furono fucilati 7 partigiani.

## Fatti
Il 30 giugno 1944 durante un'imboscata organizzata da una pattuglia di partigiani comandata da Francesco Gasparotto detto "Furia", fu ucciso il tenente Walter Führ e gravemente ferito il maresciallo Ernst Utz, il quale morirà il successivo 10 Luglio. La pattuglia partigiana si stava muovendo da Selva di Trissino su ordine di Alfredo Rigodanzo "Ermenegildo" della Brigata Stella, comandata da Luigi Pierobon "Dante", della 30ª Brigata garibaldina Garemi.
Il comandante del distaccamento tedesco a Valdagno, ordinò una rappresaglia e con l'aiuto delle forze fasciste vennero arrestati nel giro di due giorni otto persone impegnate politicamente, uno dei quali riuscirà a fuggire all'ultimo momento (Raffaele Preto).
Dopo essere stati interrogati e condannati vennero fucilati nel campo di tiro, dove erano già state preparate le otto fosse. Secondo un'altra versione i corpi furono invece sepolti in una fossa comune al cimitero di Valdagno.

## Vittime
- Ferruccio Baù
- Antonio Bietolini (dirigente comunista, viveva sotto falso nome)
- Marino Ceccon
- Virgilio Cenzi
- Alfeo Guadagnin (partigiano)
- Francesco Rilievo (l'unico dei 7 non comunista)
- Pasquale Giovanni Zordan